# Kenzo (thương hiệu)
Kenzo (cách điệu: KENZO) là một hãng thời trang cao cấp của Pháp, do nhà thiết kế người Nhật Kenzo Takada thành lập năm 1970. Hiện thương hiệu này thuộc sở hữu của công ty LVMH (Moët Hennessy Louis Vuitton).

## Lịch sử

### Kenzo Takada, 1970–1998
Nhà thiết kế Kenzo Takada sinh năm 1939 ở tỉnh Hyōgo, Nhật Bản, năm 1964, ông chuyển đến Paris, Pháp và bắt đầu sự nghiệp thời trang của mình. Ông nổi tiếng với việc kết hợp phong cách thời trang Nhật nói riêng và châu Á nói chung với phong cách châu Âu. Cửa hàng đầu tiên mà Kenzo mở là một cửa hàng boutique có tên "Jungle Jap", nằm ở khu Galerie Vivienne, Paris, trang trí phong cách rừng rậm đúng như tên gọi. Ban đầu, nhà thiết kế bán trang phục làm bằng tay cho phụ nữ. Thương hiệu chính thức lấy tên "Kenzo" sau một buổi trình diễn thời trang ở New York vào năm 1976, vì cụm từ Jungle Jap có thể mang tính xúc phạm ở thị trường Mỹ.
Năm 1983, Kenzo bắt đầu thiết kế các bộ sưu tập dành cho nam, sau đó là cho trẻ em và cả gia đình từ năm 1987. Năm 1988, ông ra mắt dòng sản phẩm nước hoa đầu tay.
Năm 1993, LVMH mua lại Kenzo từ SEBP và Financière Truffaut với trị giá khoảng 80 triệu USD.

## Danh sách nhà thiết kế chính
- Kenzo Takada, 1970–2020[8]
- Gilles Rosier, 2000–2004[8]
- Antonio Marras, 2004–2011[8]
- Humberto Leon và Carol Lim, 2012–2019[8]
- Felipe Oliveira Baptista, 2019–2021[8][9]
- Nigo, 2021–nay[10]